# Nový Herštejn
Nový Herštejn är en kulle i Tjeckien.   Den ligger i regionen Plzeň, i den västra delen av landet, 120 km sydväst om huvudstaden Prag. Toppen på Nový Herštejn är 681 meter över havet.
Terrängen runt Nový Herštejn är kuperad åt sydost, men åt nordväst är den platt. Runt Nový Herštejn är det ganska glesbefolkat, med 28 invånare per kvadratkilometer. Närmaste större samhälle är Klatovy, 16,7 km öster om Nový Herštejn. I omgivningarna runt Nový Herštejn växer i huvudsak blandskog.